# 十六浦米高積遜珍品廊
十六浦米高積遜珍品廊（英語：MJ Gallery at Ponte 16；簡稱米高積遜珍品廊、MJ珍品廊）位於澳門內港火頭船街及巴素打爾古街12A號至20號碼頭澳門十六浦度假村二樓；它是亞洲第一個、全球第二個以米高·積遜為主題的永久展覽場所。

## 歷史
身兼實德環球副主席的澳門十六浦度假村行政副總裁馬浩文於2009年11月22日在朱利安拍賣行（Julien's Auctions）假美國紐約時代廣場的一個拍賣會上以35萬美金購得米高·積遜在1983年唱片公司Motown的25週年電視特輯演出時所戴的萊茵水晶石手套；也在該拍賣會上購得米高積遜親筆簽名《Bad》的美國唱片業協會白金唱片獎等合共10件遺物。有關拍賣品連同在別的拍賣會上購得米高·積遜的拍賣品合共40多件遺物有意藏放於澳門十六浦度假村內籌設一個珍品廊向外展出。
十六浦米高·積遜珍品廊於2010年2月1日由澳門社會文化司司長張裕、澳門旅遊局局長安棟樑、澳門十六浦度假村主席蘇樹輝等主持開幕儀式，成為亞洲區內首個、全球第二個以米高·積遜為主題的永久展覽場所；而在開幕當日向參觀人土送贈一隻模仿萊茵水晶石手套由珠片及紗布造成的手套。
十六浦米高積遜珍品廊於2011年2月18日舉辦一個試戴白色萊茵水晶石手套機會的慈善活動，最後由伯明翰環球控股主席楊家誠在慈善活動上以10萬港元投得。十六浦米高積遜珍品廊於同年9月至10月聯同新世界百貨在京、滬等中國大陸五個城市主辦《巨星珍品中國巡迴展》，並借出白色萊茵水晶石手套展覽。

## 設施
十六浦米高積遜珍品廊的面積超過4,000平方米，場館可在一小時內容納約200人；珍品廊主要分為四部分，分別是時光隧道、主要展覽區、Billie Jean佈景以及十六浦禮品廊。
- 時光隧道（Time Tunnel）以「流行音樂之王——米高·積遜（MJ, The King of Pop）」為門廊，以米高·積遜由積遜五人組（The Jackson 5）作為第一站開始展示他在演藝事業的過程[9][16]。
- 主要展區（Main Exhibition Hall）分別以夢幻樂園、《We are The World》、《Thriller》、藝術品、專輯等為主題展示米高·積遜的專輯系列、舞台演出的物品及私人物品[9]；
- Billie Jean佈景（Billie Jean Setting）是仿建《Thriller》專輯內第二首單曲《Billie Jean》的MV佈景[11]，展放《黑超特工隊2》的黑西裝、米高·積遜的經典唱片封套等[7][16]；
- 十六浦禮品廊（Ponte 16 Gift Gallery）則是一個以米高·積遜為題的禮品區域[9][16]。

## 資料來源
1. ↑  . 市民日報. 2011-06-26: P02 （中文（繁體））.
2. ↑  . 成報. 2009-11-23: A02 （中文（繁體））.
3. ↑  . 新華澳報. 2009-11-23: 02 （中文（繁體））.
4. ↑  . 大公報. 2010-04-21: C05 （中文（繁體））.
5. ↑  . 市民日報. 2009-12-14: P01 （中文（繁體））.
6. ↑  . 澳門日報. 2009-12-14: C01 （中文（繁體））.
7. 1 2 3  . U Magazine - Travel. 2010-02-12: 076 （中文（繁體））.
8. ↑  . 華僑報. 2009-12-14: 14 （中文（繁體））.
9. 1 2 3 4  . 頭條日報. 2010-02-01: P47 （中文（繁體））.
10. ↑  . 市民日報. 2010-02-02: P01 （中文（繁體））.
11. 1 2  . 市民日報. 2010-02-02: P01 （中文（繁體））.
12. ↑  . 澳門日報. 2010-02-02: B01 （中文（繁體））.
13. ↑  . 成報. 2011-02-18: A11 （中文（繁體））.
14. ↑  . 市民日報. 2011-09-09: P04 （中文（繁體））.
15. ↑  . 蘋果日報. 2010-02-03: C17 （中文（繁體））.
16. 1 2 3 4  . 澳門: 澳門十六浦度假村. 2010 （英语）.